# Ivan Štrpka
Ivan Štrpka (* 30. června 1944, Hlohovec, Slovensko) je slovenský básník, textař, prozaik a překladatel. Je členem básnické skupiny Osamělí běžci a je známý také z dlouhodobé textařské spolupráce s Dežem Ursinym.

## Život
Narodil se v účetnicko-učitelské rodině, část svého dětství strávil v obci Pata a vzdělání] získával ve Veľkém Záluží, v Seredi a po krátké pauze pokračoval ve studiu v letech 1963–1969, kdy studoval obor slovenština - španělština na Filozofické fakultě Univerzity Komenského v Bratislavě. Po maturitě pracoval v Geologickém průzkumu, během studia na vysoké škole působil zároveň jako redaktor v literárních časopisech. Od roku 1970 byl redaktorem vydavatelství Slovenský spisovatel. V letech 1971–1973 redaktorem vydavatelství Tatran. Od roku 1973 působil jako dramaturg pro děti a mládež ve Slovenské televizi v Bratislavě. V roku 1987 se stal nejprve zástupcem šéfredaktora týdeníku Mladé rozlety, potom zástupce šéfredaktora nového periodika Literárny týždenník a v letech 1990–1993 byl šéfredaktorem časopisu Kultúrny život. V období let 1999–2010 byl šéfredaktorem časopisu Romboid.

## Tvorba
První básně začal uveřejňovat v roce 1961 v časopise Mladá tvorba, knižního debutu se dočkal až v roce 1969, kdy mu vyšla básnická sbírka Krátke detstvo kopijníkov. Ve svých dílech se snaží vyjádřit zážitkový a fantazijně-pohádkový svět svého dětství, který mu splývá s bájným dávnověkem lidstva. Charakteristickým znakem je pro jeho básně odhodlání k často riskantnímu činu, prověřování mravní, ale i fyzické způsobilosti postav, přecházení od reality do fantazie, prolínání dvou světů, ale také časté používání závorek, které napomáhají oddělovat tyto světy a uvědomovat si jejich rozdílnost.

## Ocenění
- 1969 – Cena Ivana Kraska
- 1995 – Cena asociace spisovatelských organizací Slovenska
- 1997 – Cena Dominika Tatarky
- 2003 – Cena Tatra banky
- 2004 – Cena Jána Ondruša
- 2021 – Pribinův kříž II. třídy za mimořádné zásluhy o kulturní rozvoj Slovenské republiky

## Dílo

### Poezie
Původní sbírky:
- Krátke detstvo kopijníkov (1969)
- Tristan tára (1971)
- Teraz a iné ostrovy (1981)
- Pred premenou (1982)
- Správy z jablka (1985)
- Modrý vrch (1988)
- Všetko je v škrupine (Poznámky z cesty) (1989)
- Krásny nahý svet (1990)
- Rovinsko, juhozápad: Smrť matky (1995)
- Medzihry: Bábky kratšie o hlavu (1997)
- Majster Mu a ženské hlasy (1997)
- Bebé: Jedna kríza (2001)
- Hlasy a iné básne (2001)
- 25 básní (2003)
- Tichá ruka: Desať elégií (2006)
- Veľký dych: Psychopolis, tenký ľad (2009)
- Fragment (rytierskeho) lesa (2016)
- Kam plášť, tam vietor (2018)

Souborné sbírky:
- Básne I. (2008)
- Básne II. (2013)
- Básne III. (2014)

Preložené zbierky:
- Die dreibeinige Nachtigall: Eine Auswahl von Gedichten der Einsamen Läufer (1994) – s Ivanem Laučíkem a Petrem Repkem
- Zwischenspiele: Puppen (um) einen Kopf kürzer (1997)
- Planície, sudoeste e outros poemas (1999)
- Rovinsko, sud-vestul: Moartea mamei (2000)
- Ironična sjanka (Иронична сянка) (2003)
- Vesti iz jabuke (Вести из јабуке) (2008)
- Cicha ręka: Dziesięć elegii (2009)

### Próza
- Kŕč roztvorenej dlane a iné eseje (1995)
- Rukojemník (1999)
- Tibet: Dalajláma na Slovensku, lákavá cesta láskavosti (2000) – s Martinem Slobodníkem, Slávkou Breierovou a Miroslavou Putišovou
- Na samý okraj (písania) (2006)
- Pohybliví v pohyblivom (2007) – s Ivanem Laučíkem a Petrem Repkem
- Pohybliví nehoria (2009) – s Ivanem Laučíkem a Petrem Repkem
- Kadlečík & Štrpka (2012) – s Ivanem Kadlečíkem, kniha obsahuje CD Andreje Šebana Improvizácie I.
- Poker s kockami ľadu (2014) – s Ivanem Laučíkem a Petrem Repkem

### Překlady
- Miguel de Cervantes y Saavedra: Medzihry (1981)
- Jorge Luis Borges: Labyrint (1990)
- Fernando Pessoa: Pluralia tantum (1997)
- Antologie portugalské lyriky 20. století: Med a jed (1999)